# Sibylle Gemming
Sibylle Gemming (geb. Köstlmeier, * 25. August 1968 in Straubing) ist eine deutsche Physiko-Chemikerin.

## Leben
Sibylle Gemming studierte von 1988 bis 1993 Chemie an der Technischen Universität München.
1996 wurde sie ebendort promoviert. Nach Postdoc-Aufenthalten am Max-Planck-Institut für Metallforschung in Stuttgart und an der Scuola Internazionale Superiore di Studi Avanzati in Triest ging sie im Jahr 2000 als Assistentin von Michael Schreiber an die Technische Universität Chemnitz, wo sie in der Fakultät für Naturwissenschaften habilitiert wurde. Nach einer weiteren Zwischenstation an der Technischen Universität Dresden war sie von 2006 bis 2020 am Helmholtz-Zentrum Dresden-Rossendorf tätig, seit 2010 als Abteilungsleiterin. Im Januar 2013 wurde sie zudem als Professorin für Skalenübergreifende Modellierung von Materialien und Materialverbünden unter externen Einflussfaktoren an die Technische Universität Chemnitz berufen.
Seit Oktober 2020 ist sie Inhaberin der Professur für Theoretische Physik quantenmechanischer Prozesse und Systeme am Institut für Physik der TU Chemnitz.
Gemming ist verheiratet und hat einen Sohn (* 2001).

## Wirken
Frau Gemming beschäftigt sich mit Molekülen und Festkörpern auf der Nanometer-Skala (Nanodrähte, Nanoröhren, 2D-Materialien), die sie insbesondere mit der Methode der Dichtefunktionaltheorie und (Post-)Hartree-Fock-Methoden betrachtet. Sie hat in ihrem Fachgebiet zahlreiche wissenschaftliche Arbeiten veröffentlicht. Frau Gemming erhielt ein Hundhammer-Stipendium nach dem Bayerischen Begabtenförderungsgesetz (1988–1993) sowie ein Stipendium der Scuola Internazionale Superiore di Studi Avanzati. Sie ist seit 2010 Mitglied bei AcademiaNet, dem Portal für exzellente Frauen in der Forschung. Seit 2009 ist sie Arbeitskreissprecherin des Arbeitskreises „Theoretische Kristallographie“ und Mitglied des erweiterten Vorstands der Deutschen Gesellschaft für Kristallographie.